# Kopec s lomem
Kopec s lomem nebo Kopec nad bývalým lomem, je kopec s bývalým pískovcovým lomem. Nachází se na pravém břehu řeky Rožnovská Bečva v obci Horní Bečva v nížině Rožnovská brázda v okrese Vsetín na Valašsku ve Zlínském kraji.

## Další informace
Kopec s lomem má svou krátkou naučnou stezku. Ve vrcholových partiích nad lomem jsou tři ocelové minimalistické vyhlídky/rozhledny (Vyhlídka do borového lesa, Vyhlídka do smrkového lesa a Vyhlídka do krajiny) ve tvaru otevřených (prázdných) zastřešených krychlových rámů a také jedna ocelová plošinová nezastřešená vyhlídková lávka (Skalní vyhlídka). Kopec nabízí místo k relaxaci, odpočinku v lese i výhledu do krajiny. Zaniklý lom poskytl kameny pro opěrné zídky a stezky. Pod kopcem je parkoviště. Místo je celoročně volně přístupné.

## Galerie

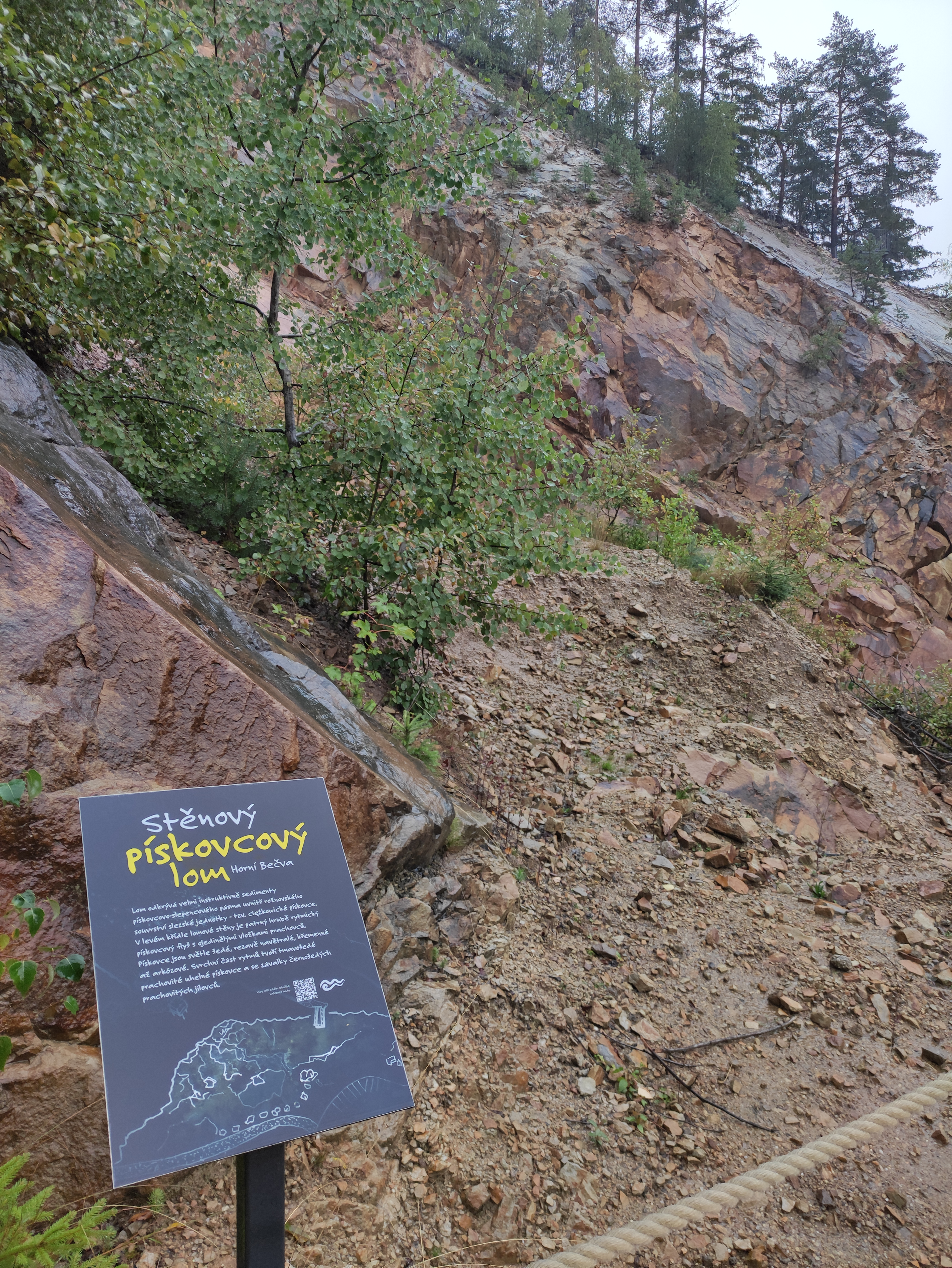
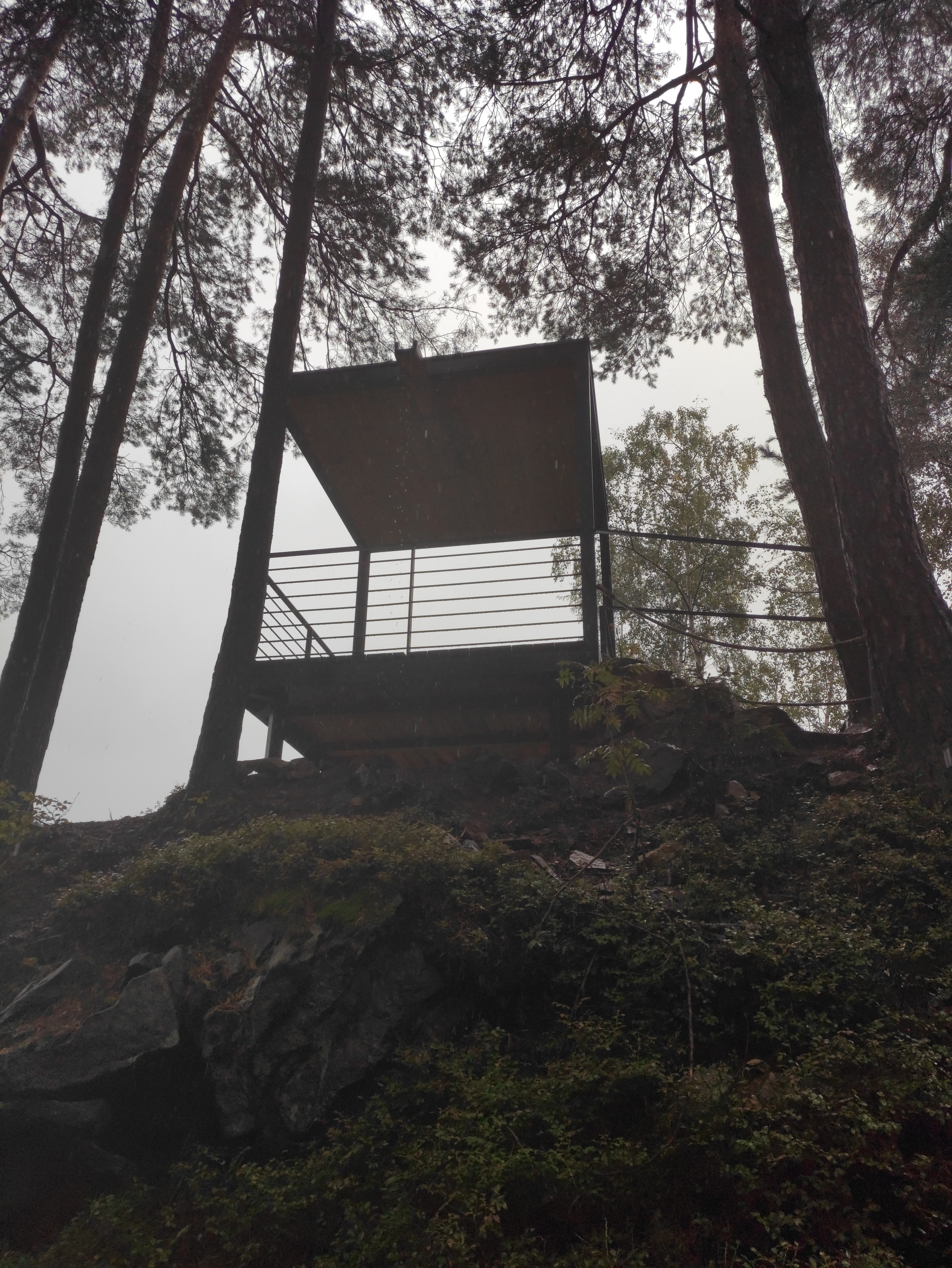
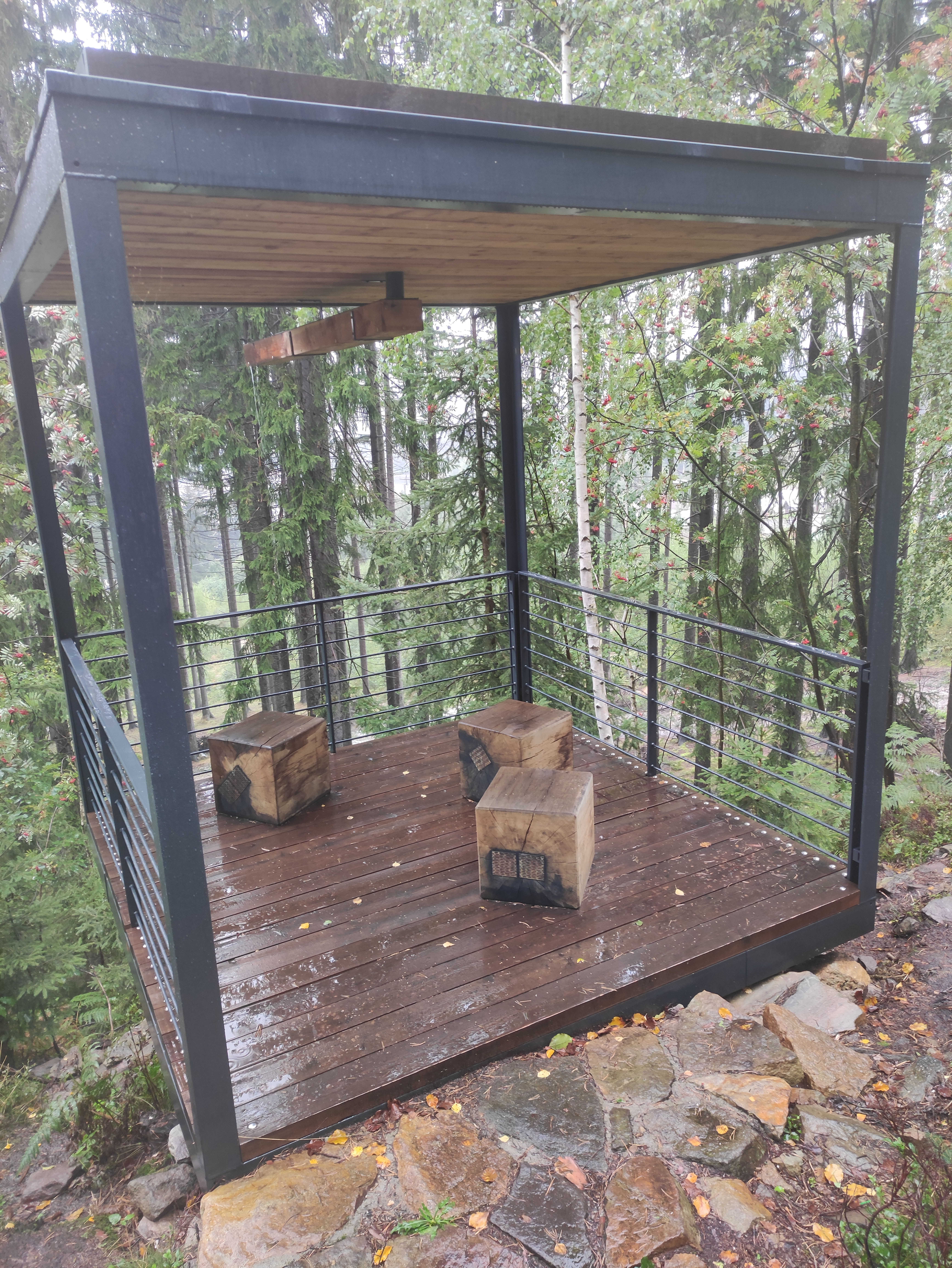
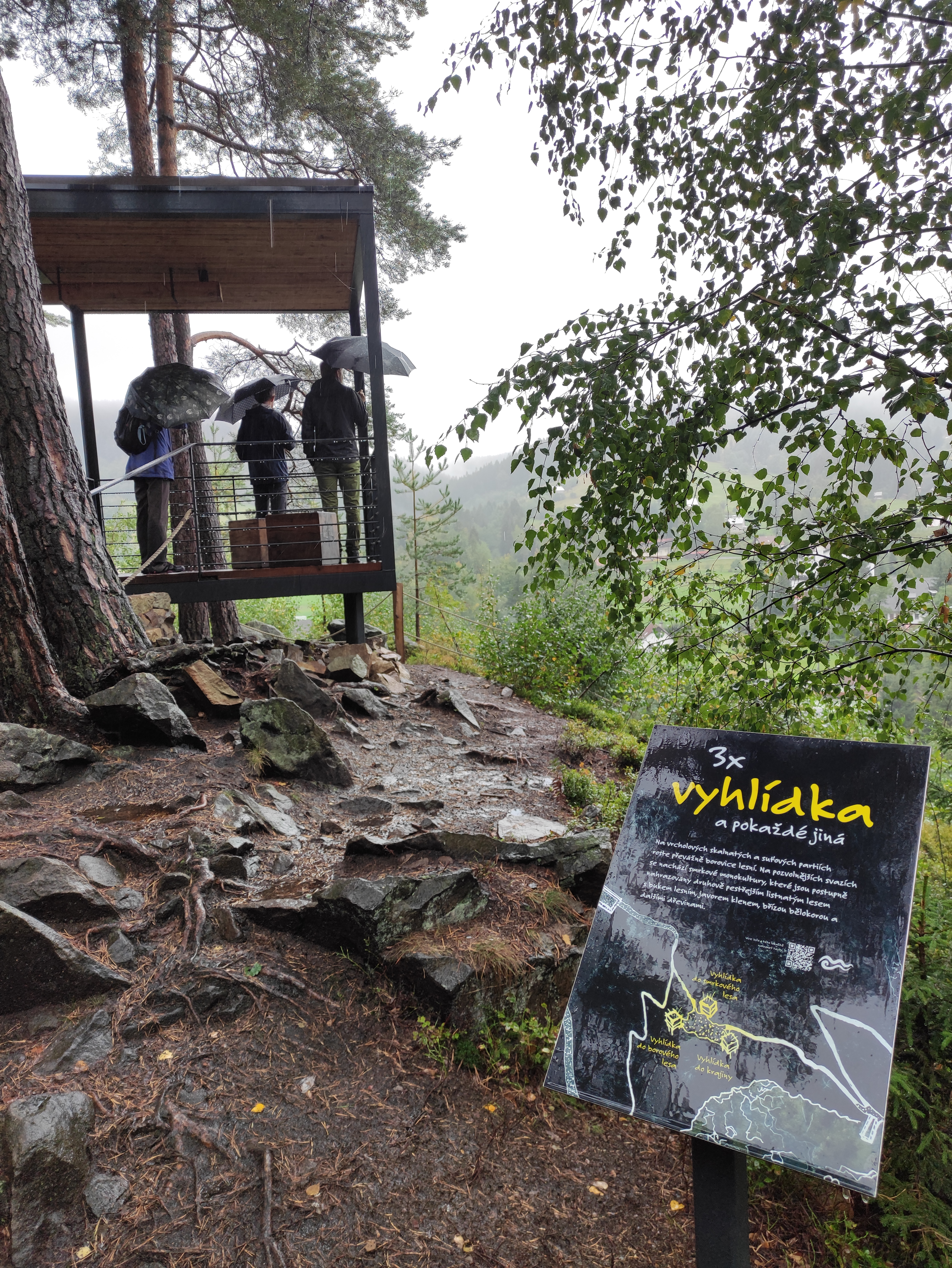
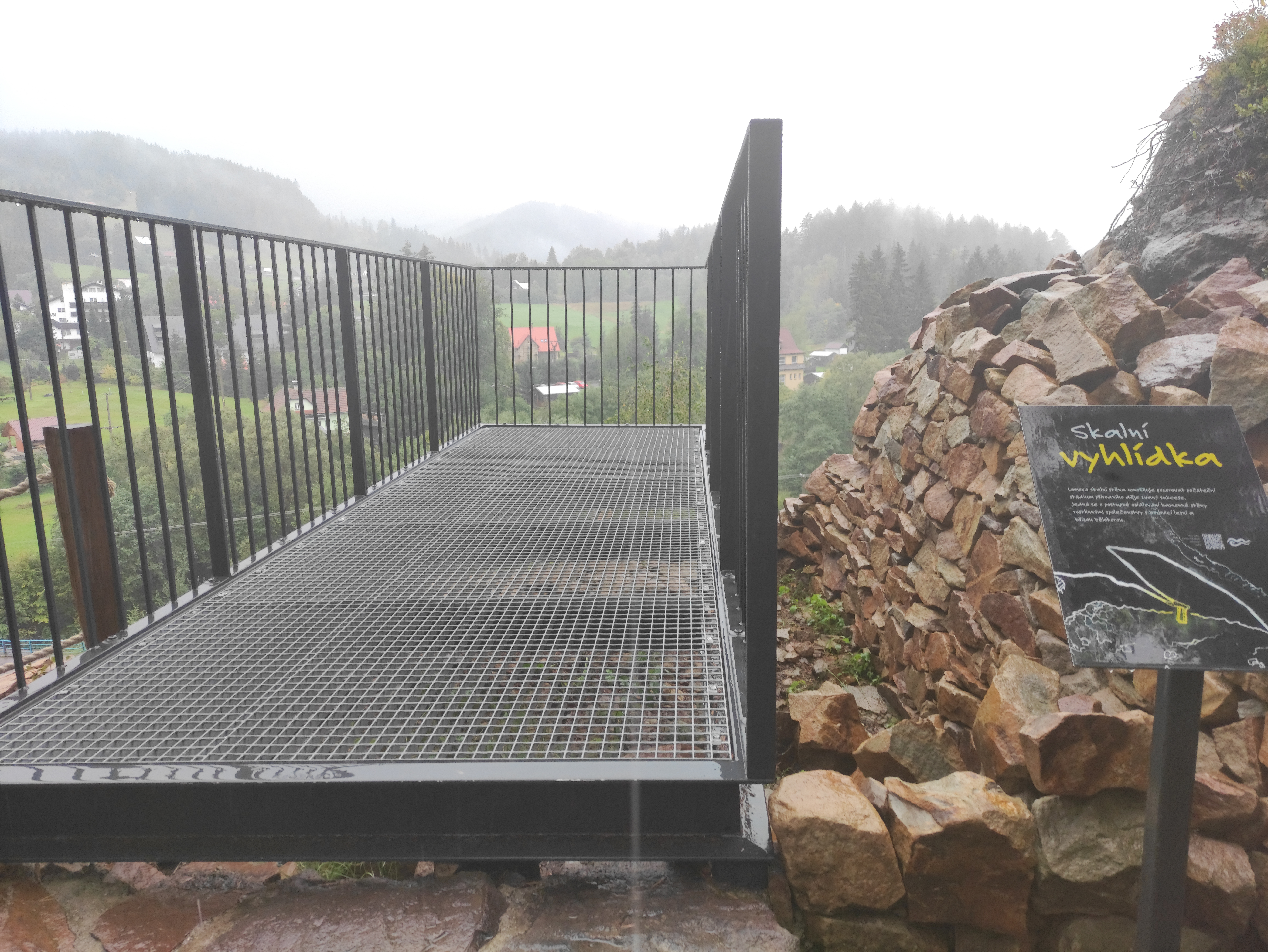
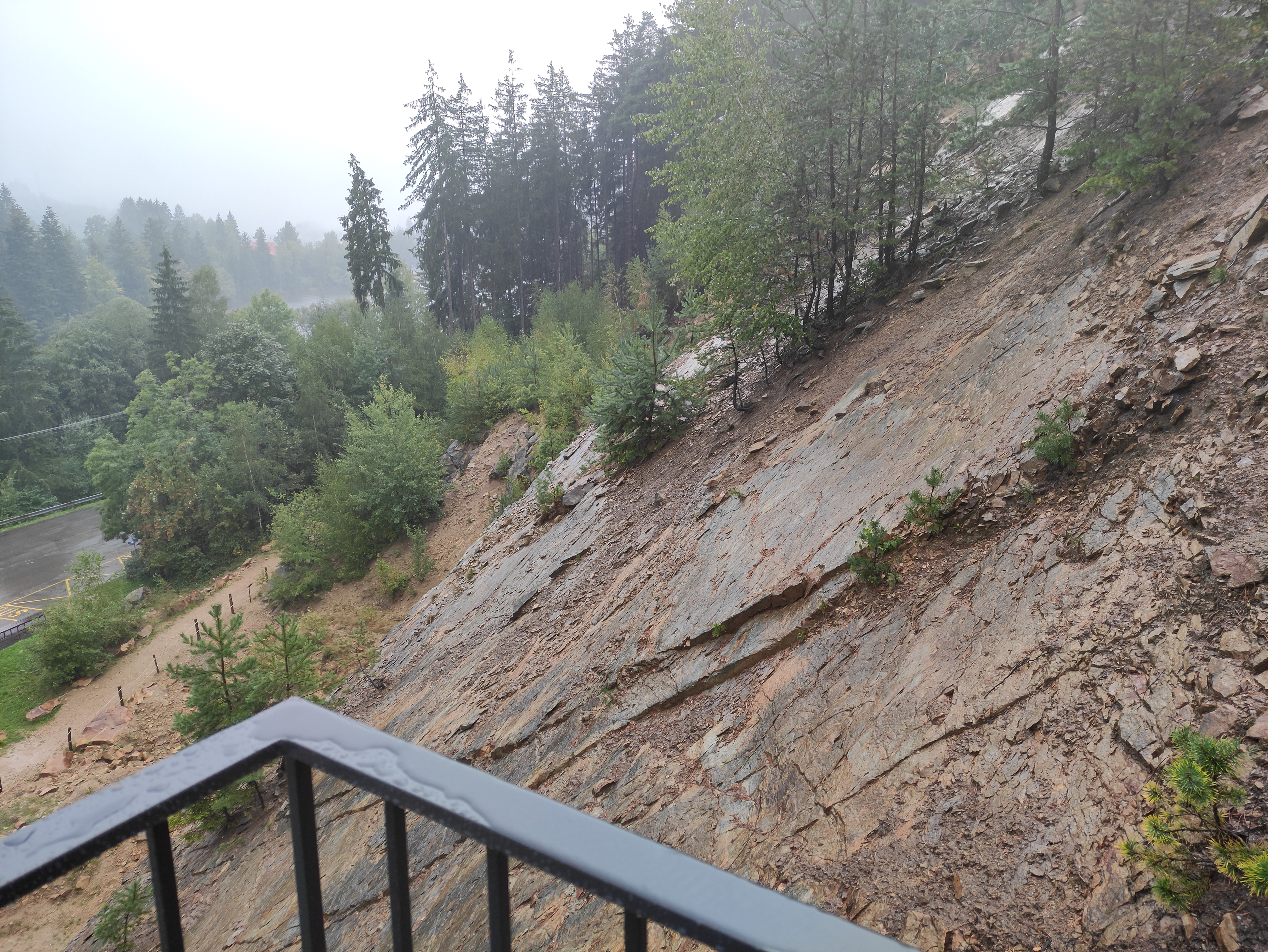